# Chiara Sbarigia
Chiara Sbarigia (Roma, 24 ottobre 1964) è una manager italiana nel campo dell'industria culturale e audiovisiva, Presidente dell’Istituto Luce Cinecittà (oggi Cinecittà S.p.A.) e di APA - Associazione produttori audiovisivi.

## Carriera

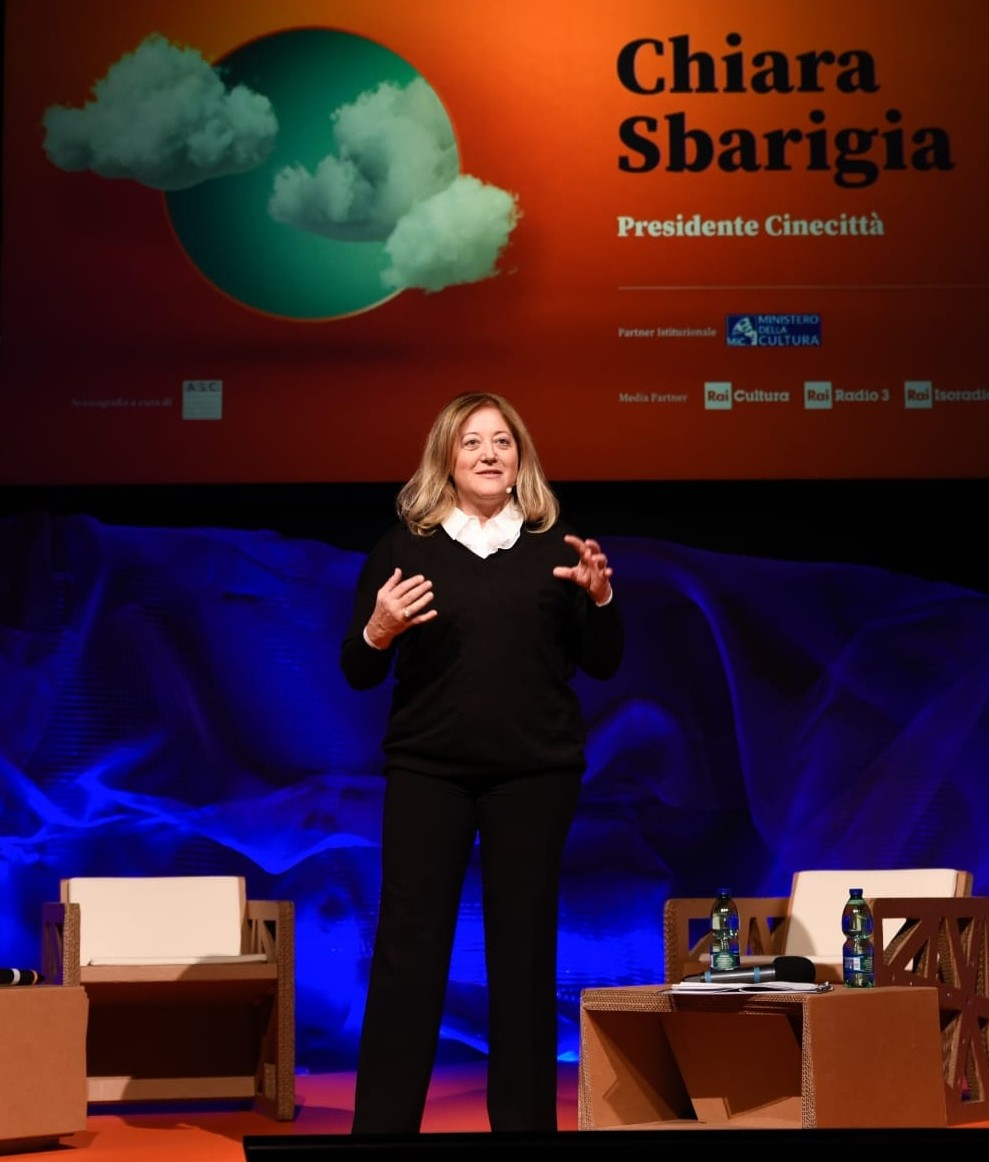
Chiara Sbarigia

Chiara Sbarigia studia arpa presso il Conservatorio Santa Cecilia e consegue il diploma al Liceo ginnasio Torquato Tasso di Roma. Successivamente, si laurea con lode in lettere all'Università degli Studi di Roma La Sapienza.
Nel 1994 entra a far parte di APT - Associazione Produttori Televisivi, oggi APA - Associazione produttori audiovisivi. Nel 2016 assume la carica di Direttore Generale e poi quella di Presidente nel luglio 2023, divenendo la prima donna ad assumere questo ruolo. In APA si occupa di gestire la pianificazione strategica di tutte le attività istituzionali e promozionali, e la rappresentanza in Confindustria Cultura.
Nel 1995 progetta e avvia le attività del settore audiovisivo all’estero, coordinando la partecipazione collettiva dell’Italia alle principali fiere negli Stati Uniti, in Asia e in Europa. In questo ambito organizza iniziative e incontri tra produttori italiani e i principali operatori statunitensi, inglesi e francesi.
Dal 2007 al 2016 gestisce i finanziamenti pubblici e dirige operativamente il Roma Fiction Fest, festival internazionale delle serie tv, di proprietà dell’Associazione.
Dal 2017 entra a far parte del Comitato di Indirizzo del Mercato Internazionale dell’Audiovisivo (MIA), realtà di APA e ANICA (Associazione Nazionale Industrie Cinematografiche Audiovisive e Digitali), che co-dirige dal 2016 al 2019, strutturandone le sezioni “Drama” e “Documentary”.
Promuove la costituzione del patrimonio museale del MIAC - Museo Italiano dell'Audiovisivo e del Cinema, aperto al pubblico a partire da dicembre 2019.  
Nel 2021 concepisce l’Audiovisual Producers Summit, un appuntamento annuale di networking tra produttori, commissioners ed esperti dell’audiovisivo nazionali e stranieri, che si è tenuto a Matera, Trieste e Reggio Calabria.
Dall’aprile 2021 ricopre la carica di Presidente di Istituto Luce Cinecittà, dove si occupa della promozione del cinema, della formazione, delle attività museali e dell'Archivio Luce.
Nel giugno 2021 ospita a Cinecittà il Presidente del Consiglio Mario Draghi e la Presidente del Consiglio Europeo Ursula von der Layen per la firma del PNRR.
Nel luglio 2024 viene confermata Presidente di Cinecittà per il successivo triennio.

### Altri incarichi
Dal 1998 al 2020 è delegata APA al tavolo delle trattative sindacali sul CCNL Troupes.
In campo formativo, è componente del Comitato Scientifico MIUR-MIBACT del corso di formazione nazionale per docenti "Operatori di Educazione Visiva a Scuola" ed è Commissario per il Master di Scrittura Seriale di Fiction, promosso da RAI Fiction e dal Centro Italiano di Studi Superiori per la Formazione e l'aggiornamento in Giornalismo Radiotelevisivo.
Fa parte della Steering Committee della Writing School for Cinema and Television della Luiss e del Comitato Scientifico del corso di alta formazione delle location del cinema e dell'audiovisivo dell'Università degli Studi della Repubblica di San Marino.
Fin dal 1996 commissiona per APA le ricerche ad alcuni dei principali Istituti di media (Osservatorio della Fiction Italiana, Certa, eMedia, Symbola, Geca Italia).
Esperta di affari europei, fino al 2021 è nel Board del Coordinamento Europeo dei produttori indipendenti (CEPI) a Bruxelles, dove coordina il Social Dialogue dal 2014 e ricopre la carica di Tesoriere.
Dal 2005 è giurata del Festival della televisione di Monte Carlo e dal 2022 del Premio Strega.. Dal 2024 dei Premi David di Donatello. Sempre nel 2024 entra nel Consiglio Direttivo del Comitato per le celebrazioni dei 150 anni della nascita di Guglielmo Marconi.
Fa parte del Comitato Scientifico di Visionarie, un festival dedicato al ruolo delle donne nel cinema, nella televisione e nella letteratura.

## Opere

### Saggi
- Le immagini della Storia, Roma 1944. Le Fosse Ardeatine e la Liberazione ottant’anni dopo, a cura di Ottavio Ragone, La Repubblica, 2024.

### Cataloghi di mostre d'arte
- 2022 - La memoria delle Stazioni all'Auditorium Parco della Musica[35]
- 2022 - Caio Garrubba– FREElance sulla strada[36]
- 2022 - Anni interessanti. Momenti di vita italiana, 1960-1975[37]
- 2023 - I mondi di Gina a Palazzo Poli[38]
- 2024 - Architetture inabitabili alla Centrale Montemartini[39]
- 2024 - Dive & Madrine all’Hotel Excelsior di Venezia (catalogo Electa)[40]

### Podcast
- La Ballata dell’Andrea Doria, 2022[41]
- Perché Pasolini?, 2022[42]
- L’ultimo volo dell’airone – Coppi e il giro del ’53, 2023[43]
- Un viaggio dispari, 2023[44]
- Luce e controluce, 2024[45]

## Riconoscimenti
2021, Premio simpatia del Comune di Roma  
2022, Premio Ausonia
2023, Women in Cinema Award, in occasione della 80ª Mostra Internazionale del Cinema di Venezia
2024, Premio Sibylla di Ascoli
2024, Wind of Europe International Award del Ventotene Film Festival